# إدين بافتشيتش
إدين بافتشيتش (بالبوسنوية: Edin Bavčić) مواليد 5 يونيو 1984 في جمهورية البوسنة والهرسك الاشتراكية، هو لاعب كرة سلة بوسني. بدأ مسيرته الاحترافية في سنة 2003. تم اختياره من قبل فريق تورونتو رابتورز خلال الدرافت. يلعب في الدوري اليوناني لكرة السلة. يحمل الرقم 14. يبلغ طوله 6 قدم 10 بوصة (2.1 م).

## المسيرة الاحترافية
لعب مع نادي بوسنا رويال لكرة السلة في موسم 2003–2004، ثم لعب مع نيو باسكت برينديزي في الدوري الإيطالي في سنة 2010، ثم لعب مع نادي أريس لكرة السلة في سنة 2011، ثم لعب مع جويرينو فانولي باسكت في الدوري الإيطالي في سنة 2011.

## روابط خارجية
- إدين بافتشيتش على موقع الاتحاد الدولي لكرة السلة (الإنجليزية)
- إدين بافتشيتش على موقع الدوري الأوروبي لكرة السلة (الإنجليزية)
- إدين بافتشيتش على موقع سبورتس رفرنس (الإنجليزية)
- إدين بافتشيتش على موقع كرة السلة الأوروبية.كوم (الإنجليزية)
- إدين بافتشيتش على موقع ريلجم (الإنجليزية)
- إدين بافتشيتش على موقع بروبوليرز (الإنجليزية)
- إدين بافتشيتش على موقع سبورتس رفرنس (الإنجليزية)